# アイザック・フィンネス＝レレイワサ
アイザック・フィンネス＝レレイワサ（Issak Fines-Leleiwasa、1995年10月2日 - ）は、スーパーラグビー・パシフィック、フォースに所属するラグビー選手。

## プロフィール
- オーストラリア・シドニー出身[1]。
- ポジションはスクラムハーフ(SH)。
- 身長 173cm、体重 81kg
- オーストラリア代表キャップは3（2024年2月現在）でワールドカップ2023のオーストラリア代表に選ばれた[2]。

## 略歴
クイーンズランド・カントリー、ブリスベンシティー、フォース、ブランビーズを経て、2021年、フォースに加入。